# Давід Шайлу
Давід Шайлу (фр. David Chaillou) — перший відомий в історії французький шоколатьє.
Народився в Тулузі. Перебравшись до Парижа, дослужився до посади першого камердинера графа Суассонського. Входив до почту королеви. 
28 травня 1659 року за підтримки кардинала Мазаріні Шайлу отримав від Людовика XIV монопольний привілей на виробництво і продаж у Франції шоколаду.
В 1671 році відкрив першу шоколадну крамницю на вулиці Сент-Оноре. Серед виробів Шайлу були, зокрема шоколадні драже, які він робив з пасти із подрібнених бобів 
какао та цукру.
Монополію на виробництво шоколаду Шайлу утримував до 1684 року.